# Ajeromi-Ifelodun
Ajeromi-Ifelodun es una de las Localidades del Área Metropolitana de Lagos y es una de las 20 Áreas del Gobierno Local del Estado de Lagos, Nigeria.

## Historia
Antes de 1976, el Área de Gobierno Local de Ajeromi-Ifelodun fue un Consejo Distrital que contenía las siguientes ciudades y asentamientos: Ajegunle, Ayetoro, Alayabiagba, Onibaba, Layeni, Awodi-Ora, Amukoko, Oridilu, Alaba-Oro, Araromi, Tolu, Ibafon, Alakoto, Dankaka y Kirikiri Town. 
Durante las reformas del Gobierno Local de 1976, el área de Gobierno Local de Ajeromi-Ifelodun se conoció como Consejo Distrital de Awori-Ajeromi y en el Régimen General de Brigada Obasanjo, Awori-Ajeromi se fusionó con el Área de Gobierno Local de Badagry. En 1980, durante la era Civil de Alhaji Lateef Jakande, se crearon veintitrés áreas de gobierno local entre los que estaba Ajeromi. Sin embargo, el siguiente Gobierno Militar anexó Ajeromi-Ifelodun al Área de Gobierno Local de Ojo. 
No recuperó su estado hasta noviembre de 1996 cuando el Gobierno Federal Militar anunció la creación de cuatro zonas de gobierno local en el Estado de Lagos. Esto fue como resultado de la política del Gobierno federal de gobierno local de llevar más cerca de la base. 
Abiola Ajijola fue elegido en marzo de 1997 como el primer presidente ejecutivo del Área de Gobierno Local de Ajeromi-Ifelodun.